# ザ・サークル (曲)
「ザ・サークル」 (The Circle) は、ロックバンド、オーシャン・カラー・シーン (OCS) による楽曲である。
1996年にリリースされ、全英シングルチャートで6位に達した。1996年のアルバム『モーズリー・ショールズ』に収録され、「ザ・リヴァーボート・ソング」、「ユーヴ・ガット・イット・バッド」、「ザ・デイ・ウィ・コート・ザ・トレイン」に続き、このアルバムからリリースされた4番目で最後のシングルである。先発シングルのように、このシングルもCD2でアコースティック・オルタナティブとしてリリースされている。2006年、ジャーニー・サウスによってカバーされた。

## 収録曲

### CD 1
1. ザ・サークル – The Circle
2. ミセス・ジョーンズ – Mrs Jones
3. クール・クール・ウォーター – Cool, Cool Water
4. トップ・オブ・ザ・ワールド – Top of the World

### CD 2
1. ザ・サークル（アコースティック） – The Circle (Acoustic)
2. チェルシー・ウォーク – Chelsea Walk
3. アリバイ – Alibis
4. デイ・トリッパー（ライヴ） – Day Tripper (Live)
リアム・ノエル・ギャラガー兄弟が参加。